# 马尔科姆·哈特雷
馬爾科姆·哈特雷（Malcolm Hartley）是一位英國天文學家，目前在澳大利亞賽丁泉天文台工作。

## 貢獻
他賴以成名的是在1980年代獨立或與合作夥伴發現下面八顆彗星，包括：杜圖瓦-哈特雷彗星、彼得斯-哈特雷彗星、哈特雷1號彗星、哈特雷2號彗星、 哈特雷3號彗星和C/1984 W2 (Hartley)。
很不幸的是，2002年，澳大利亞賽丁泉天文台改裝了施密特望遠鏡來執行多目標光譜儀，基本上不再有天文攝影可用的望遠鏡，結束未來發現彗星的可能性。
2010年11月，哈特雷訪問NASA設在美國加州帕薩迪納噴射推進實驗室，見證了EPOXI飛越哈特雷2號彗星。媒體的文章和照片，包括哈特雷的照片，都公開發表在http://www.jpl.nasa.gov/news/news.cfm?release=2010-368。 （页面存档备份，存于）

## 榮譽
使用賽丁泉天文台的施密特望遠鏡發現的小行星4768（1988 PH1），命名為哈特雷以示對他的尊崇。

## 外部連結
- Epoxi.umd.edu
- Jpl.nasa.gov （页面存档备份，存于）
- Mmbenya.com